# Файстриц-об-Блайбург
Файстриц-об-Блайбург (нем. Feistritz ob Bleiburg) — коммуна в Австрии, в федеральной земле Каринтия. 
Входит в состав округа Фёлькермаркт.  Население составляет 2102 человека (на 31 декабря 2005 года). Занимает площадь 54,07 км². Официальный код  —  2 08 05.

## Политическая ситуация
Бургомистр коммуны — Фриц Флёдль (б/п) по результатам выборов 2003 года.
Совет представителей коммуны (нем. Gemeinderat) состоит из 19 мест.
- parteilos: 9 мест.
- Партия EL занимает 5 мест.
- СДПА занимает 5 мест.